# Cynorkis laxiflora
Cynorkis laxiflora là một loài thực vật có hoa trong họ Lan. Loài này được (Blume) T.Durand & Schinz mô tả khoa học đầu tiên năm 1894.